# Schloss Waidhofen an der Thaya

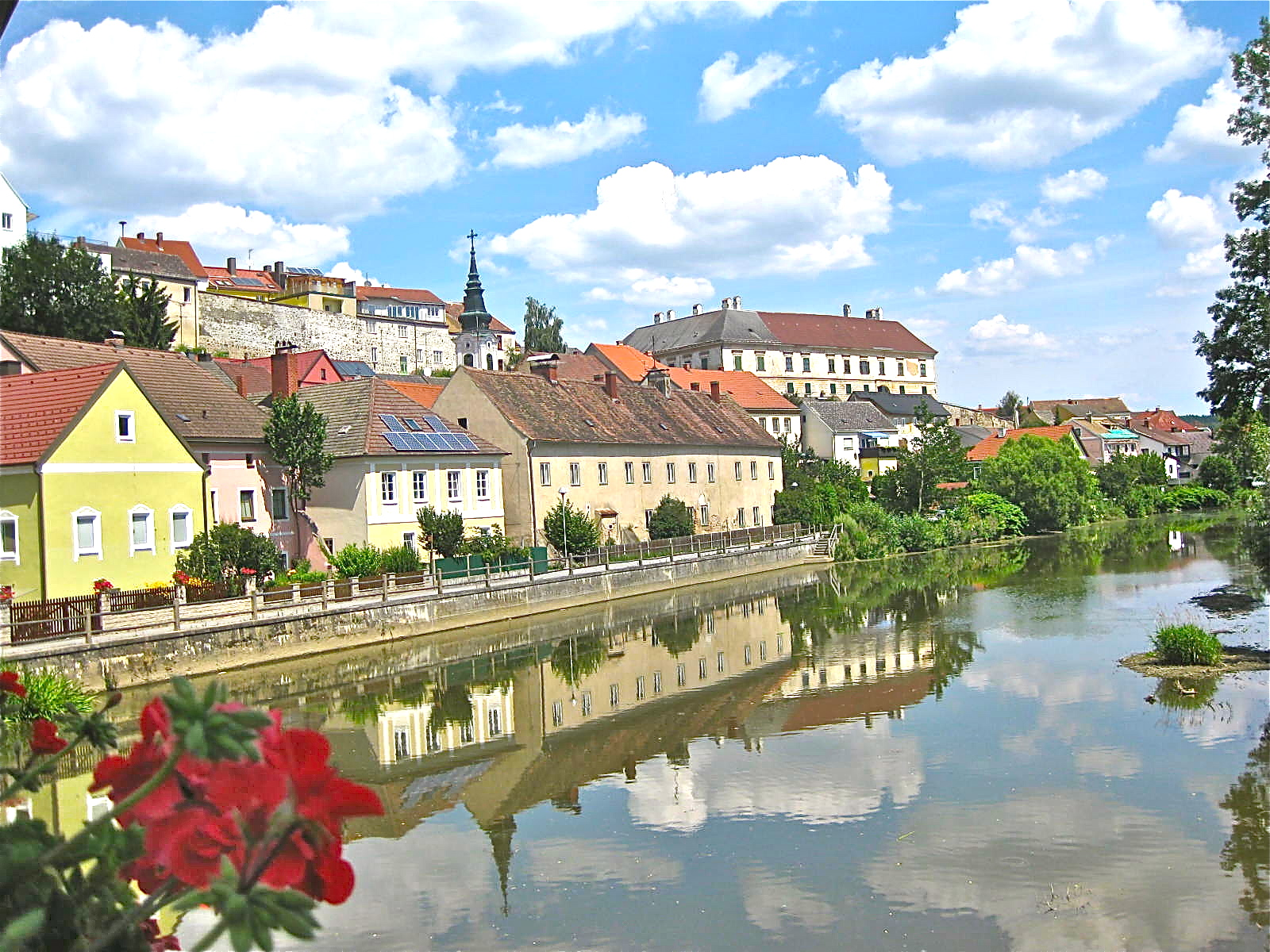
Schloss Waidhofen an der Thaya, rechts hinten über der Thaya

Das Schloss Waidhofen an der Thaya steht als ehemalige Burg an der östlichen Nase des Geländesporns der Stadtbefestigung Waidhofen an der Thaya an der Kehre der Wienerstraße in der Stadtgemeinde Waidhofen an der Thaya im Waldviertel in Niederösterreich. Das Schloss steht unter Denkmalschutz (Listeneintrag).

## Geschichte
Urkundlich wurde 1171 Ortolfus de Waidehouven genannt. Die Burg wurde um 1220 landesfürstlich und war nach 1341 an unterschiedliche Besitzer verpfändet. 1604 erfolgte der Verkauf an die Freiherren von Mollart, 1621 an Sprinzenstein, 1679 an die Grafen Lamberg, 1737 an die Freiherren von Gudenus.
Mitte des 16. Jahrhunderts bestand Bautätigkeit. 1770 erfolgte ein weitgehender Neubau über dem alten Kern nach Plänen des Baumeisters Andreas Zach.

## Architektur

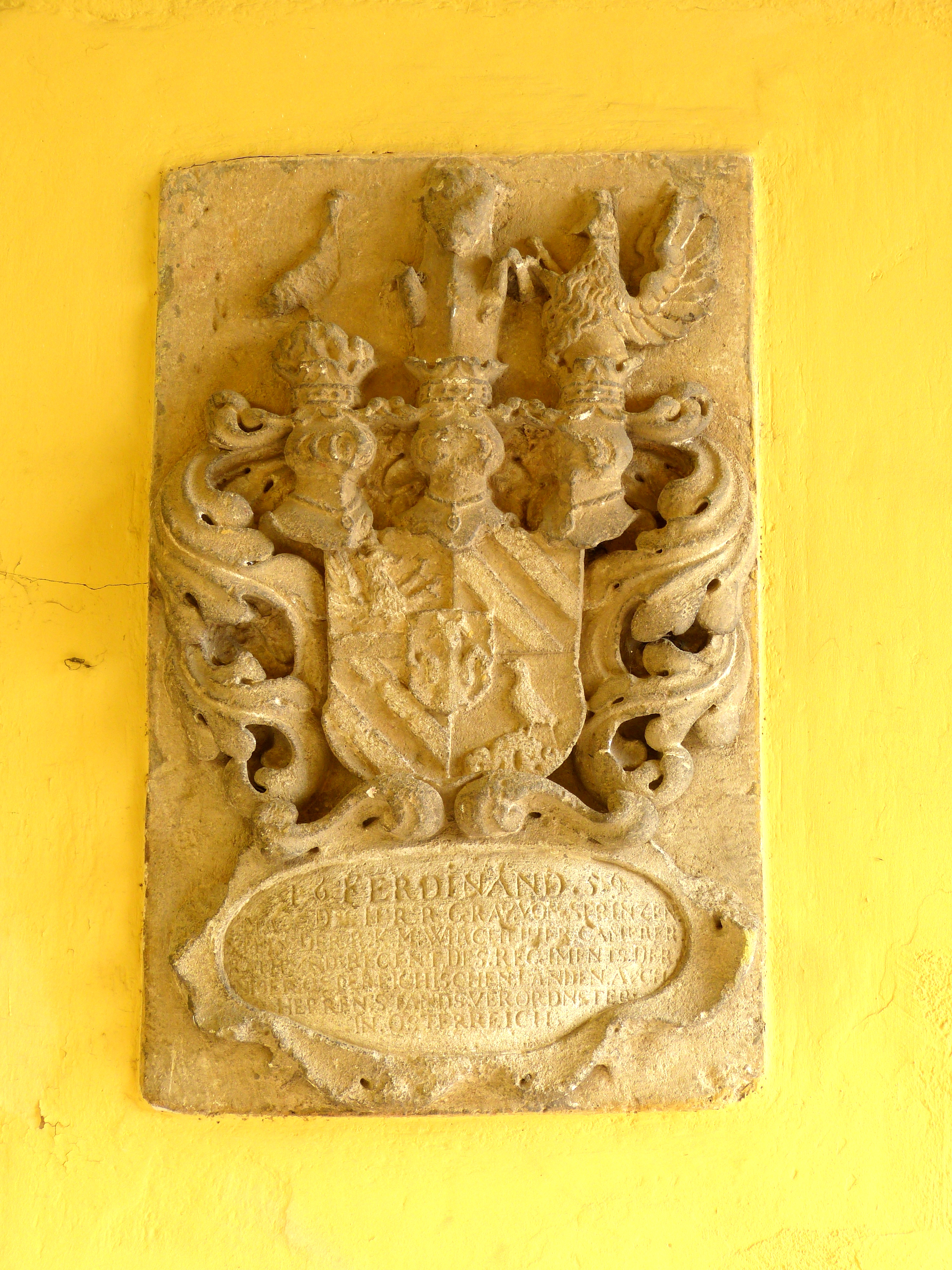
Wappen des Ferdinand Maximilian von Sprinzenstein (1659) in der Toreinfahrt

An den spätbarocken Vierflügelbau schließt nördlich ein Schlosspark an. Das ehemalige Wienertor an der Südwestecke wurde abgetragen.
Die Form der stark vereinheitlichten, zweigeschoßigen und ziegelgedeckten Rechteckanlage ist durch das Untergeschoß und eine leichte Biegung der Südfront an das Gelände angeglichen. Das genutete Erdgeschoß hat gefasten Fenstern. Im Obergeschoß sind die Fensterachsen durch Felder und Kraggestüre betont und es ist ein umlaufendes Gesims zu sehen. Das Schloss ist im Süden durch ein Segmentbogenportal in einem Portalblock mit Trittsteinen zugänglich. Im Nordosten ist der untere Teil eines ehemaligen Turms einbezogen.
In der Durchfahrt befindet sich ein Wappenstein Sprinzenstein von 1659.